# Carmen McRae
Carmen Mercedes McRae (Harlem, Nueva York, 8 de abril de 1920-Beverly Hills, California, 10 de noviembre de 1994) fue una cantante de jazz, compositora, pianista y actriz estadounidense. Conocida con el apodo Cantante de cantantes, fue contemporánea de Ella Fitzgerald y Sarah Vaughan, y considerada la virtual sucesora de Billie Holiday. Fue una de las más importantes cantantes de jazz y compositoras del siglo XX, a través de 60 álbumes registrados y una carrera que la llevó a Europa, Sudamérica y Japón. McRae se inspiró en Billie Holliday, pero creó su propia y reconocible voz, siendo sus icónicas interpretaciones de las letras de las canciones lo que la hicieron inolvidable.

## Biografía
Sus padres eran jamaiquinos. Estudió piano y composición desde los ocho años y a los 15 conoció a Billie Holiday. En 1944 trabajó en la banda de Benny Carter y con Count Basie. En 1948 se mudó a Chicago, y se casó con el bajista Ike Isaacs en 1950.
Trabajó a lo largo de su carrera con figuras de la talla de Sammy Davis Jr, Noel Coward, Sarah Vaughan, Nat King Cole, Dave Brubeck, Duke Ellington y Thelonious Monk. Fumadora empedernida debió retirarse en 1991 a causa de enfisema pulmonar. Murió poco después de un derrame.
Fue siete veces nominada al Grammy.